# Banater Segge
Die Banater Segge (Carex buekii), auch Bueks Segge genannt, ist eine Pflanzenart aus der Gattung Seggen (Carex) innerhalb der Familie der Sauergrasgewächse (Cyperaceae). Sie ist in Europa und Westasien verbreitet.

## Beschreibung

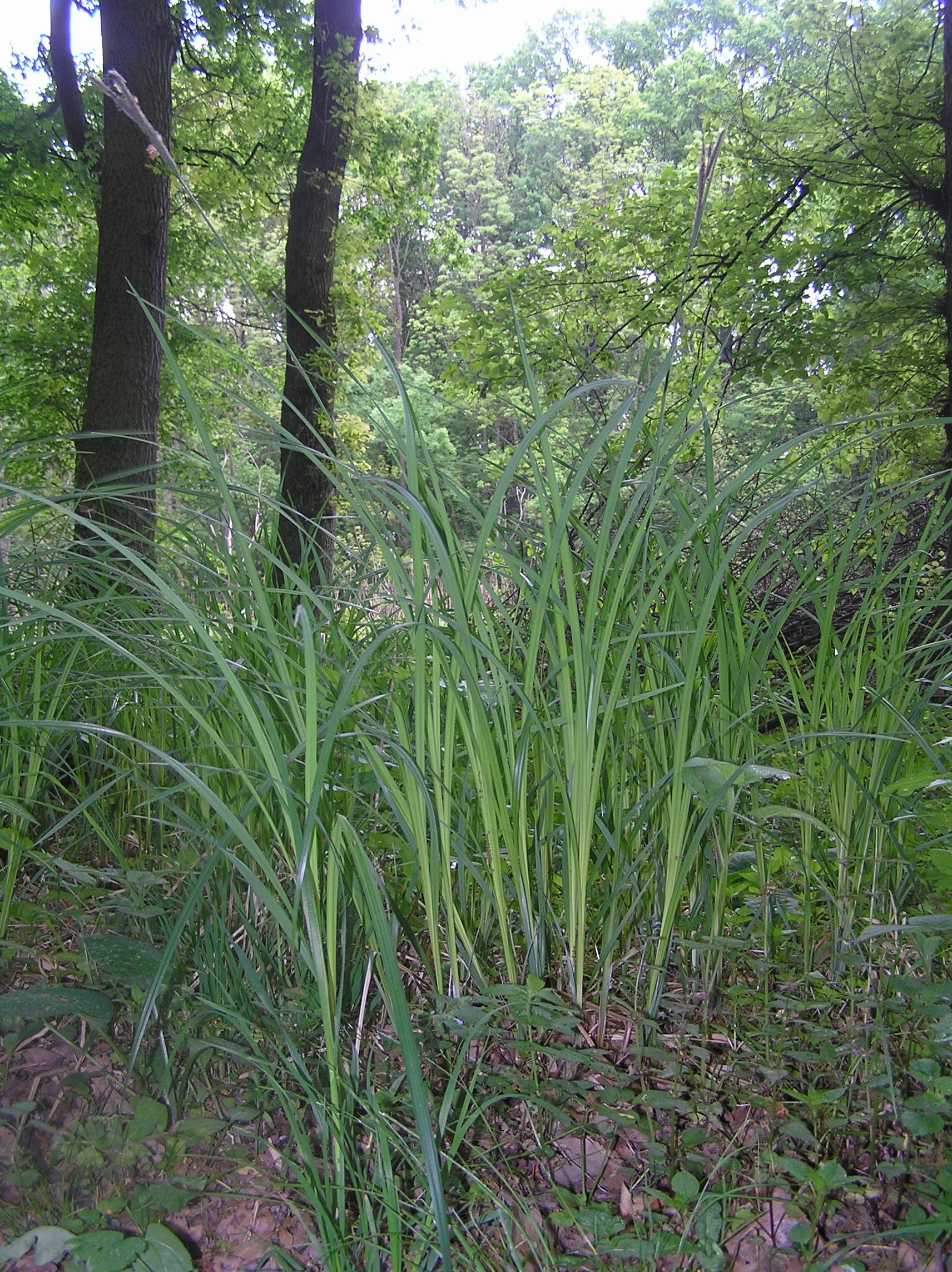
Habitus im Habitat

### Vegetative Merkmale
Die Banater Segge ist eine ausdauernde krautige Pflanze und erreicht Wuchshöhen von 45 bis 90, selten bis zu 120 Zentimetern. Sie bildet verlängerte Ausläufer. Die Stängel sind scharf dreikantig, bis 3 Millimeter dick und oben sehr rau. Die Blätter sind an nichtblühenden Sprossen bis 10 Millimeter breit und rollen sich beim Trocknen nach unten ein. Die grundständigen Blattscheiden sind spreitenlos, scharf gekielt, rotbraun bis schwarzbraun und zerfasern stark netzartig.

### Generative Merkmale
Die Blütezeit liegt im April und Mai. Die Banater Segge ist eine Verschiedenährige Segge. Der Blütenstand ist bis über 25 Zentimeter lang und besteht aus ein bis drei männliche und drei bis fünf weibliche Ährchen. Die männlichen und weiblichen Ährchen sind verschieden, aber alle schlank zylindrisch. Besonders die unteren Ährchen stehen entfernt. Die weiblichen Ährchen sind 3 bis 10 Zentimeter lang, etwa 4 Millimeter breit und haben einen kurzen Stiel, stehen aufrecht und hängen später über. Das unterste Hüllblatt ist laubblattartig und länger als sein Ährchen, jedoch kürzer als der ganze Blütenstand.
Die Tragblätter der weiblichen Blüten sind schwärzlich und haben einen grünen Mittelstreifen; sie sind länglich und stumpf und kürzer als die Fruchtschläuche. Der Griffel trägt zwei Narben. Die Spelzen der männlichen Blüten sind dunkel-rotbraun mit hellerem Mittelstreifen. Die Fruchtschläuche sind bei einer Länge von 2 bis 2,5 Millimetern eiförmig oder verkehrt-eiförmig, plankonvex, nervenlos, gelb-grün sowie manchmal purpurfarben gefleckt und sind in einen kurzen ungespaltenen Schnabel verschmälert.
Die Frucht ist verkehrt-eiförmig.

## Ökologie
Die Banater Segge wurzelt bis zu 3 Meter tief.

## Vorkommen
Die Banater Segge kommt von Mitteleuropa bis zum Kaukasusraum vor.  Das Hauptverbreitungsgebiet der Banater Segge liegt in Südosteuropa sowie im östlichen Mittelmeerraum, und es erstreckt sich von da ostwärts bis nach Kasachstan. Sie ist ein submeridionales bis subtemperates, subkontinentales Florenelement.
Sie steigt in Mitteleuropa an der Moldau bis zu Höhenlagen von etwa 750 Metern auf. In Mitteleuropa kommt sie nur selten in Sachsen-Anhalt, in Sachsen (beispielsweise im Elbetal bei Dresden), bei Hamburg, Regensburg und im Maintal an Flussufern vor; in Österreich hat sie Vorkommen in Kärnten, der Steiermark, im Burgenland, in Nieder- und Oberösterreich. Weitere Vorkommen gibt es in Tschechien und Polen. Nach Euro+Med kommt sie auch in der Schweiz vor.
Sie wächst in sehr sommerwarmem Klima an Flussufern und Auwäldern. Die Banater Segge gedeiht am besten auf lockeren, basenreichen, oft leicht anmoorigem, lockersandigen oder feinkiesigen, von Grundwasser durchflossenen Böden. Sie ist eine Charakterart des Caricetum buekii aus dem Verband Magnocaricion.

## Taxonomie
Die Erstbeschreibung von Carex buekii erfolgte 1852 durch Christian Friedrich Heinrich Wimmer in Jahresbericht der Schlesischen Gesellschaft für vaterländische Cultur, Band 29, Seite 83. Das artepitheton buekii ehrt den Apotheker Johannes Nicolaus Buek den Jüngeren (1779–1856). Synonyme für Carex buekii Wimm. sind: Carex banatica Heuff., Carex cespitosa var. buekii (Wimm.) Fiori.